# Ластовень русский
Ластовень русский (лат. Vincetoxicum rossicum) — вид растений семейства Кутровые.

## Ботаническое описание

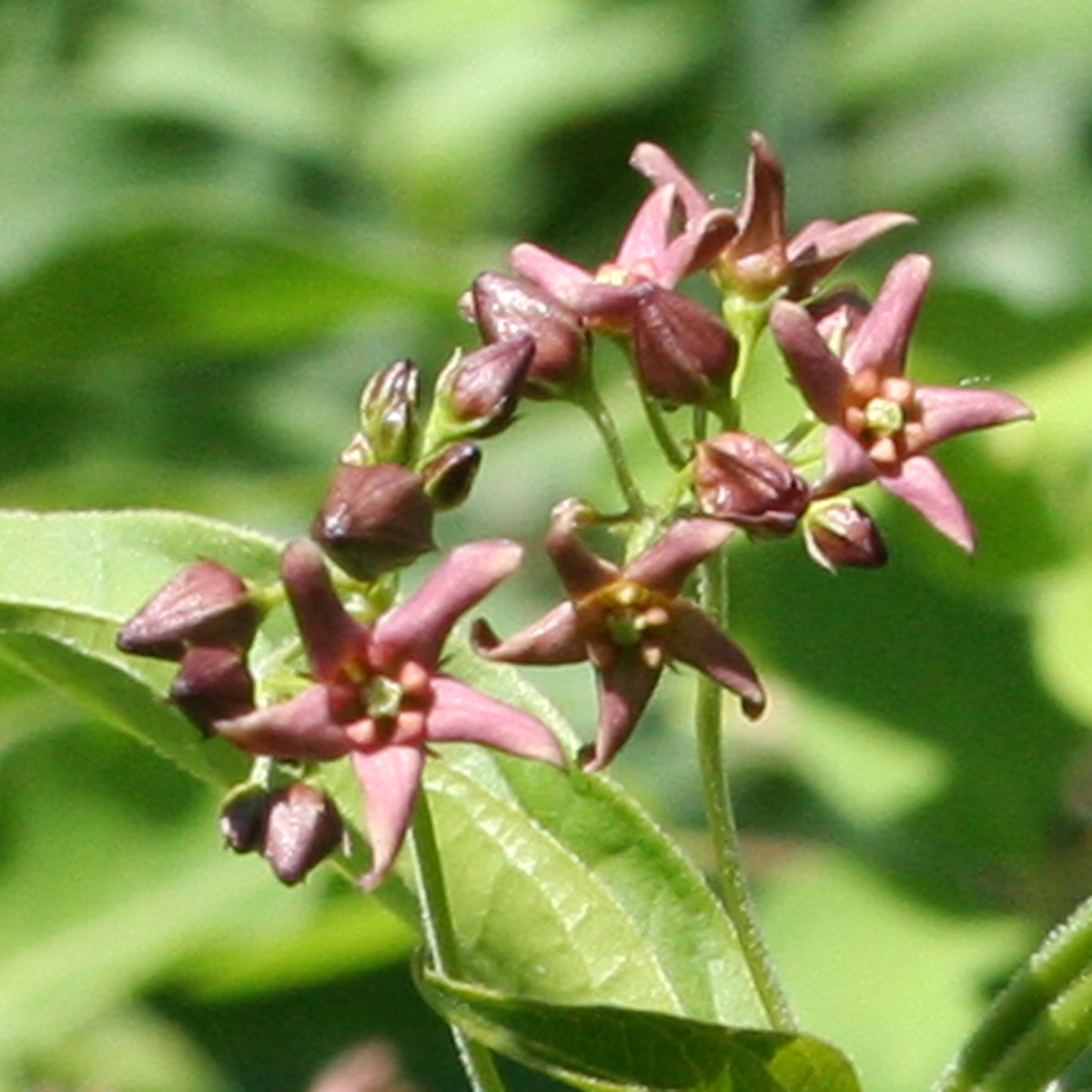
Цветки ластовня

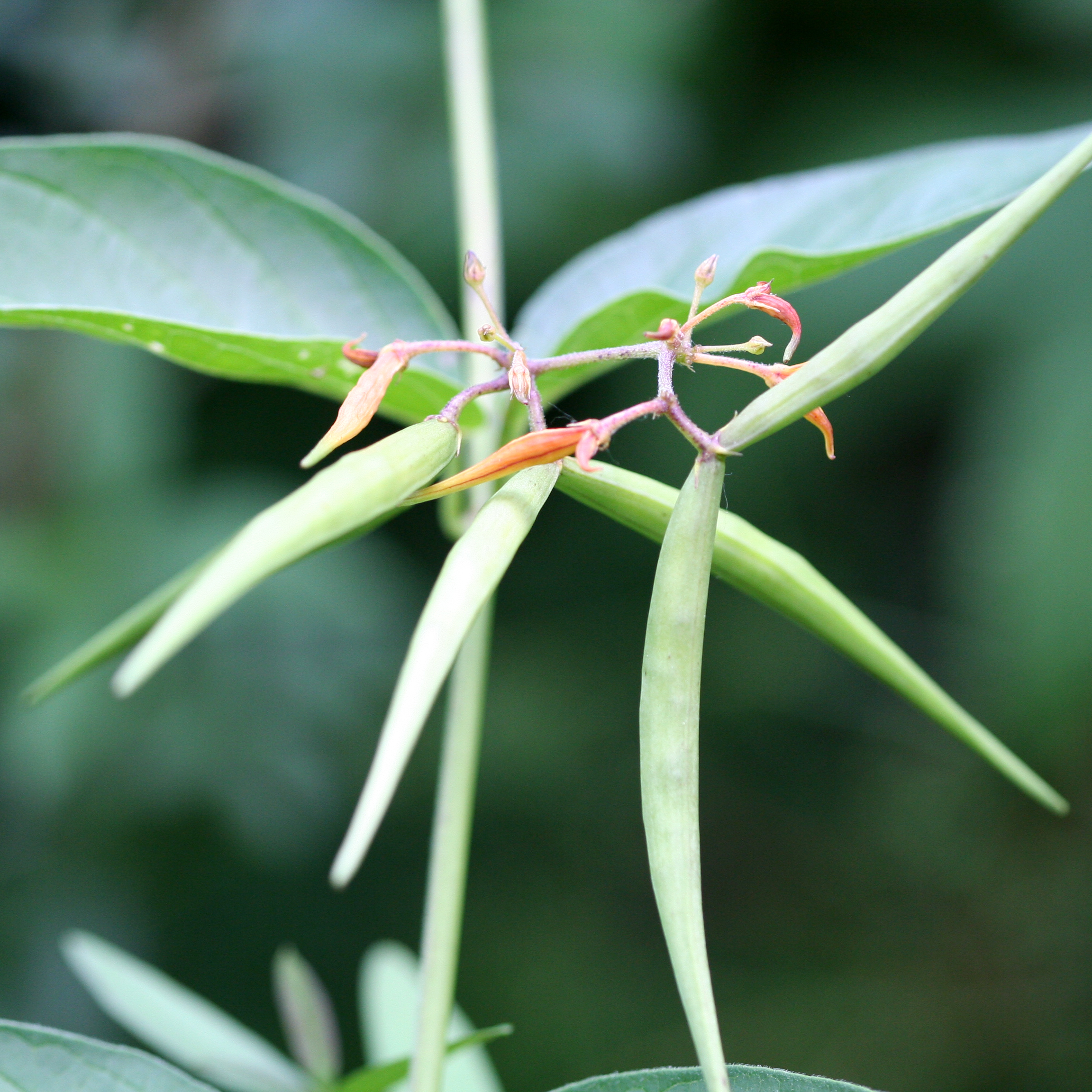
Плоды ластовня

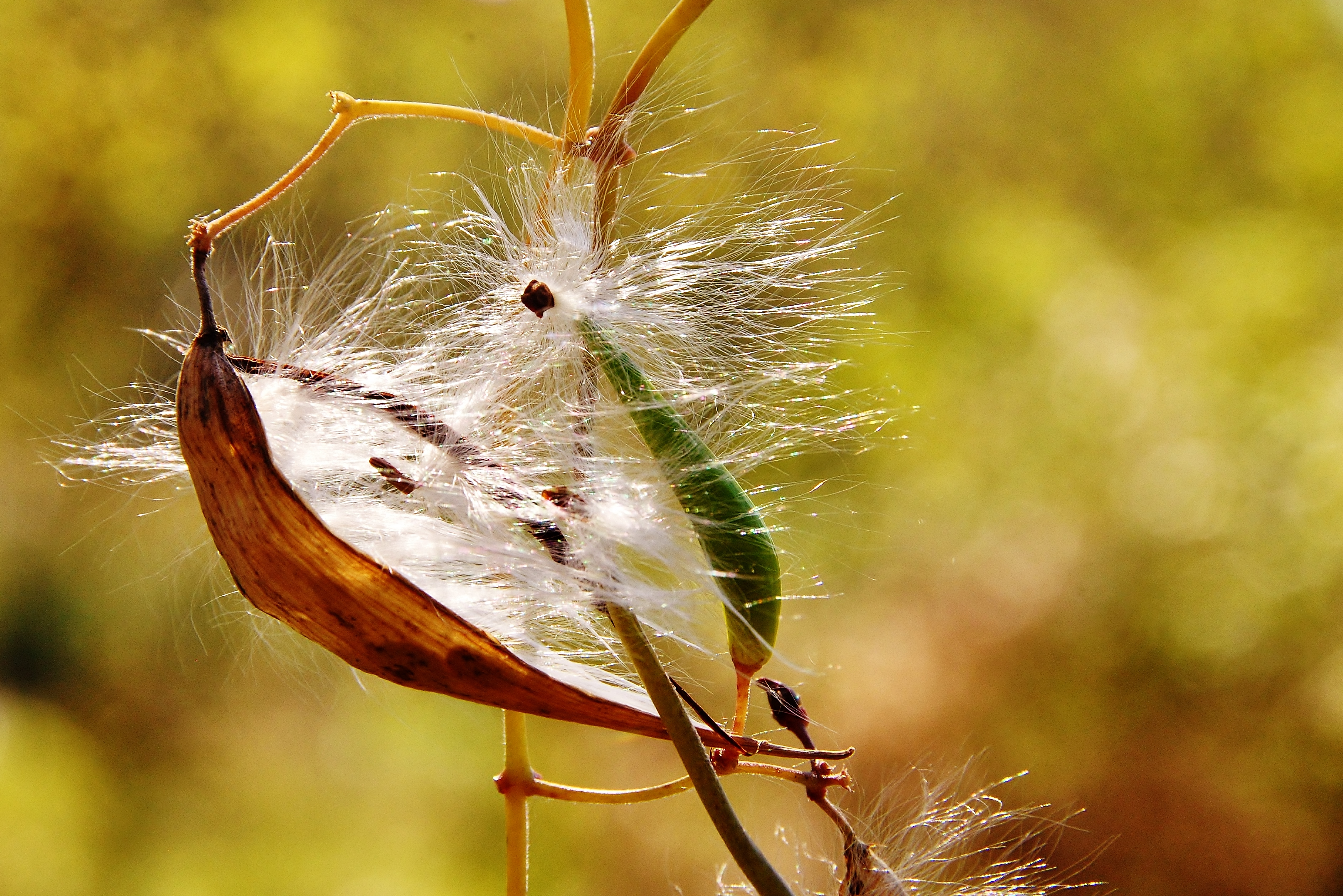
Плодоношение ластовня в долине р. Хамбер, Торонто, Канада

Многолетнее травянистое растение высотой 60—120 см. Стебель прямостоячий, вьющийся в верхней части, разветвлённый, двурядно короткоопушённый. Листья 6—8 см длиной и 3—4 см шириной, короткочерешковые, яйцевидные или эллиптические, по краям и по жилкам опушённые, на верхушке оттянуто-заострённые, средние стеблевые листья ланцетно-яйцевидные. Соцветия негустые, с небольшим количеством цветков на удлинённых цветоносах, размещаются в пазухах верхних листьев. Цветоножки в 1,5—2 раза длиннее цветка, однорядно опушённые; цветки вместе с цветоножками короче листья. Венчик спайнолепестный, до 7 мм в диаметре, светло-буро-красный, внутри голый. Плод — заострённая на верхушке листянка до 6 см длиной, семена с хохолком. Цветёт в мае — июне. Плодоносит в июле.

## Распространение
Юго-восточно-европейский вид. Ареал простирается от южных районов Украины на западе до Заволжья на востоке. В средней полосе европейской части России растёт в Воронежской, Пензенской и Саратовской областях. На Украине распространён на Правобережье (очень редко), в Левобережной лесостепи и степи.
В 2013 году появились сообщения, что ластовень русский распространяется в канадской провинции Онтарио, вытесняя аборигенные виды.

## Экология
Произрастает в разреженных широколиственных лесах, на лесных полянах и опушках, в зарослях кустарников.

## Родственные виды
От Vincetoxicum scandens, который растёт в похожих местах, отличается более светлой окраской венчика, не покрытого волосками с внутренней стороны. Ластовень русский близок к ластовню украинскому (Vincetoxicum ucrainicum). Последний отличается длинным, сильно вьющимся однорядно опушенными стеблем, значительно больше, сердцевидными у основания листьями, бурыми опушенными цветками, глубже надрезанной коронкой без промежуточных зубчиков, узким пленчатым придатком пыльника. Ластовень русский близок также к ластовню донецкому (Vincetoxicum donetzicum), который отличается тёмно-фиолетовым голым венчиком.

## Численность
Встречается редко и спорадически, образует небольшие по площади заросли, численность особей и размеры популяций остаются относительно стабильными.
К негативным факторам, которые влияют на численность вида и состояние популяций относятся: природно-историческая редкость, добыча горных пород, выпас скота, вырубка леса, лесные пожары и другие виды антропогенного воздействия, приводящие к нарушению сбалансированности комплекса условий биотопа.

## Меры охраны
Редкое растение. Занесено в Красную книгу Донецкой области, Красную книгу Воронежской области, официальные перечни регионально редких растений Донецкой, Луганской и Харьковской областей.
Охраняется в лесном заказнике общегосударственного значения «Великоанадольский лес», региональном ландшафтном парке «Донецкий кряж», ботаническом заказнике местного значения «Пристенское», ботаническом памятнике природы общегосударственного значения «Балка Горькая», ботаническом памятнике природы местного значения «Марьина гора», гидрологическом памятнике природы местного значения «Истоки Кальмиуса», заповедном урочище «Лес на граните».
Выращивают в Донецком ботаническом саду НАН Украины с 1985 года и в ботанических садах Санкт-Петербурга, Москвы, Петрозаводского государственного университета, Ставропольского НПО «Нива Ставрополья».
В культуре устойчив, долго удерживается, не требует специальных приемов агротехники.